# Lingua shawnee
La lingua shawnee  è parlata nell'Oklahoma centrale, da circa 200 persone appartenenti all'etnia Shawnee (la popolazione etnica totale è di 11500). La lingua è quindi fortemente minacciata d'estinzione, infatti, come molte delle lingue amerinde nordamericane, soffre del processo di deriva linguistica verso l'inglese, per cui i giovani parlano quest'ultimo idioma a scapito di quelli tradizionali.

## Classificazione
Lo shawnee appartiene alla famiglia linguistica algonchina a sua volta appartenente alla wsuper-famiglia delle lingue algiche.
Originariamente era parlata in Ohio, Kentucky e Pennsylvania. Elle est proche de deux autres langues algonquiennes, le mesquakie des Sauk et Fox et le kickapou.

## Fonologia
La tabella seguente presenta le vocali e le consonanti dello shawnee.

### Vocali
Le shawnee ha quattro vocali brevi, /i e a o/  e quattro vocali lunghe /iː eː aː oː/.
|               | Vocale anteriore | Vocale centrale | Vocale posteriore |
| ------------- | ---------------- | --------------- | ----------------- |
| Vocale chiusa | i [i] ii [iː]    |                 |                   |
| Vocale media  | e [e] ee [eː]    |                 | o [o] oo [oː]     |
| Vocale aperta |                  | a [a] aa [aː]   |                   |

### Consonanti
|              | Bilabiale | Dentale | Alvéolare | Latérale | Palatale | Vélare | Glottale |
| ------------ | --------- | ------- | --------- | -------- | -------- | ------ | -------- |
| Occlusiva    | p [p]     | t [t]   |           |          |          | k [k]  | ʔ [ʔ]    |
| Fricativa    |           | θ [θ]   | s [s]     |          |          |        | h [h]    |
| Affricata    |           |         |           | c [ʧ]    |          |        |          |
| Nasale       | m [m]     | n [n]   |           |          |          |        |          |
| Liquida      |           | l [l]   |           |          |          |        |          |
| Semi-voyelle | w [w]     |         | y [j]     |          |          |        |          |

### Accentazione
In shawnee l'accento cade sull'ultima  sillaba della parola.